# La Bisbal del Penedès
La Bisbal del Penedès – gmina w Hiszpanii, w prowincji Tarragona, w Katalonii, o powierzchni 32,71 km². W 2011 roku gmina liczyła 3428 mieszkańców.